# Negligé

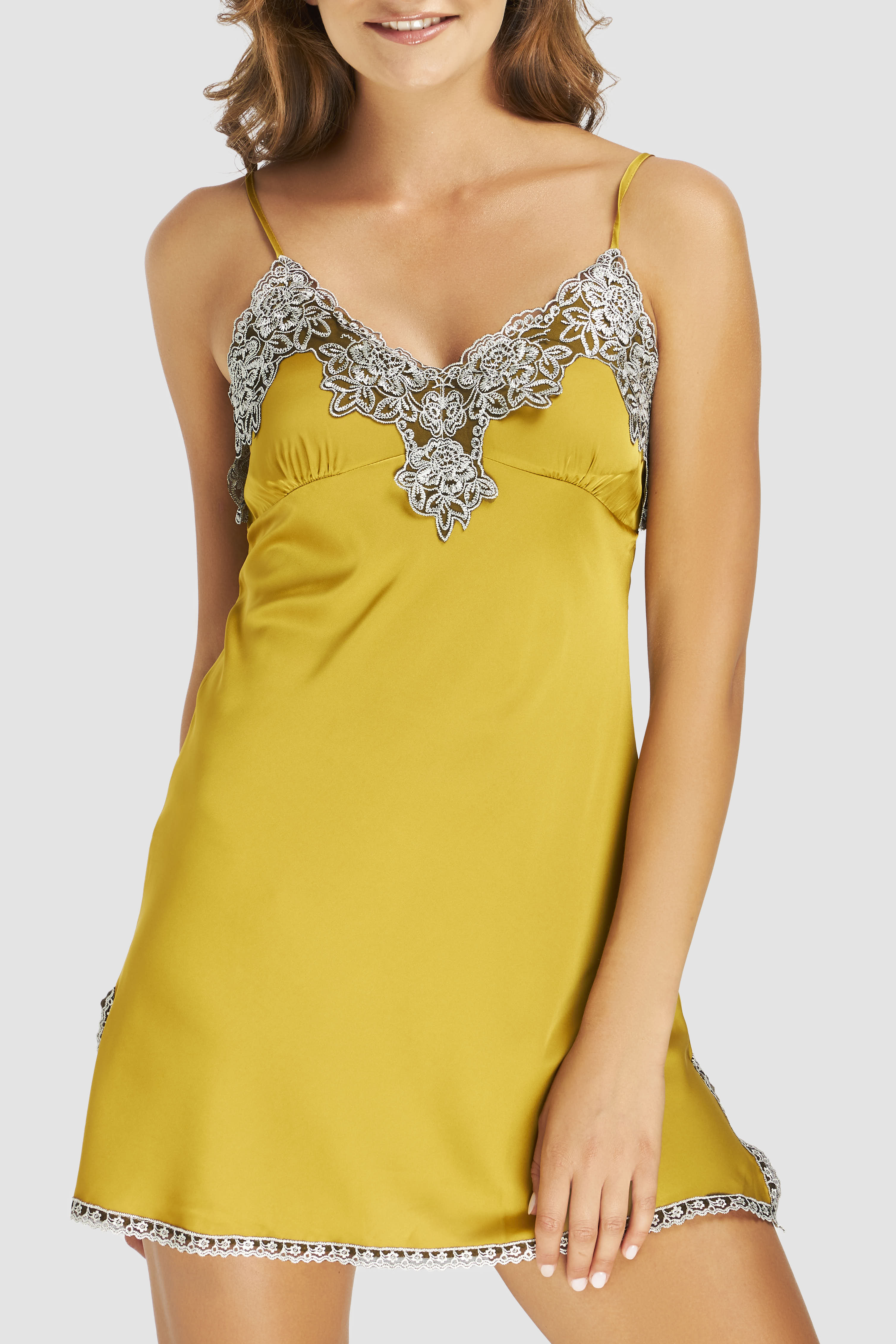
Gelbes Negligé mit Spitzensäumen, 2020

Das Negligé, schweizerisch Négligé, (IPA: [neɡliˈʒeː], anhörenⓘ; von lateinisch neglegere ‚missachten, vernachlässigen‘; dt. „das nachlässige [Kleid]“) ist ein leichter, eleganter Morgenmantel oder auch ein verführerisches Damen-Nachthemd.

## Beschreibung

Negligé in Form eines leichten Morgenmantels, Finnland, 1990er Jahre

Heute wird unter dem Begriff Negligé meist ein kurzes, weit schwingendes Nachtgewand verstanden, oft gefertigt aus leichten, transparenten Stoffen wie Taft oder Seidenkrepp. Es gibt sowohl sehr schlichte Ausführungen als auch raffiniert geschnittene Varianten mit Rüschen, Bändern und Schnürungen.
Ebenfalls als Negligé wird ein kurzes Bettjäckchen aus transparenten Chiffon bezeichnet, das unterhalb der Brust mit Bindebändern zum Raffen ausgestattet ist. Der Nachtwäsche ist auch ein transparenter knie- bzw. knöchellanger Kaftan aus weich fließendem Tüll zuzurechnen, meist rundherum mit Blütenspitze eingefasst, der gegebenenfalls über den Hüften gegürtet wird. Hohe Seitenschlitze sowie Armschlitze sorgen für bequeme Bewegungen.

## Geschichte
Gegen Ende des 17. Jahrhunderts verbreitete sich in Frankreich der Begriff des „negligé“; er bezeichnete den Zustand einer Dame, die nicht bereit war, Besuch zu empfangen, die also nicht angekleidet und frisiert war. Parallel dazu kam zunehmend der Begriff „deshabillé“ für Männer und Frauen in Gebrauch, der die Kleidung bezeichnete, die man in diesem Zustand trug (insbesondere das sogenannte Hauskleid, „robe de chambre“). Im 18. Jahrhundert wurde es von Frankreich ausgehend in ganz Europa für aristokratische Damen üblich, sich in ihrem Hauskleid im Boudoir aufzuhalten, ihr Frühstück einzunehmen und im Bett Besuch zu empfangen. Über dem Hemd trugen die Damen daher einen weit fallenden Morgenmantel, zunächst den Manteau, später die Contouche. Da beide Kleidungsstücke später auch auf der Straße getragen wurden, entwickelte sich die weiter gefasste Bedeutung des Worts Negligé: Jede nicht-formelle, nicht-höfische Kleidung wurde als Negligé (oder Déshabillé) bezeichnet. Heute wäre das am ehesten mit der Kleidung am so genannten Casual Friday zu vergleichen.
Der Marquise de Pompadour wird nachgesagt, sie habe ein Hauskleid erfunden, das unter dem Namen der „Robe à la Pompadour“ bekannt wurde: Es handelte sich um einen Umhang in der Form einer türkischen Jacke, enganliegend am Kragen und geknöpft an den Handgelenken. Indem er sich der Erhebung der Brust anpasste und an den Hüften eng anlag, betonte er die Schönheit der Taille und schien sie zugleich verdecken zu wollen, wie Marianne-Agnès Pillement Fauques 1759 schrieb. Indem dieses „Negligé“ die körperlichen Vorzüge der Mätresse betonte, um ihrem königlichen Liebhaber zu gefallen, weist es bereits in die Richtung seiner heutigen Wortbedeutung.

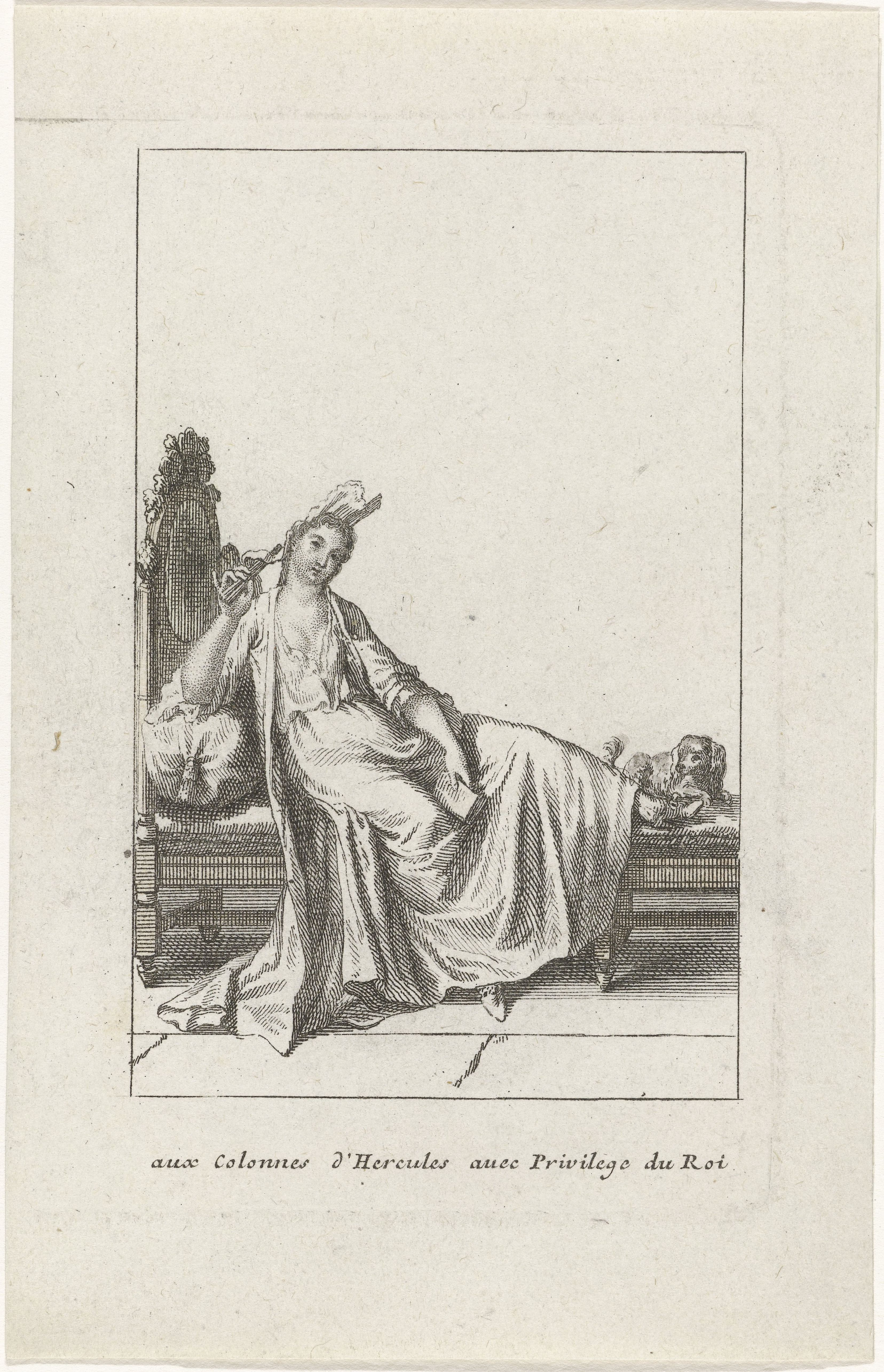
Dame im Hauskleid, genannt „Dame en Deshabillé a Son Lever“, um 1700
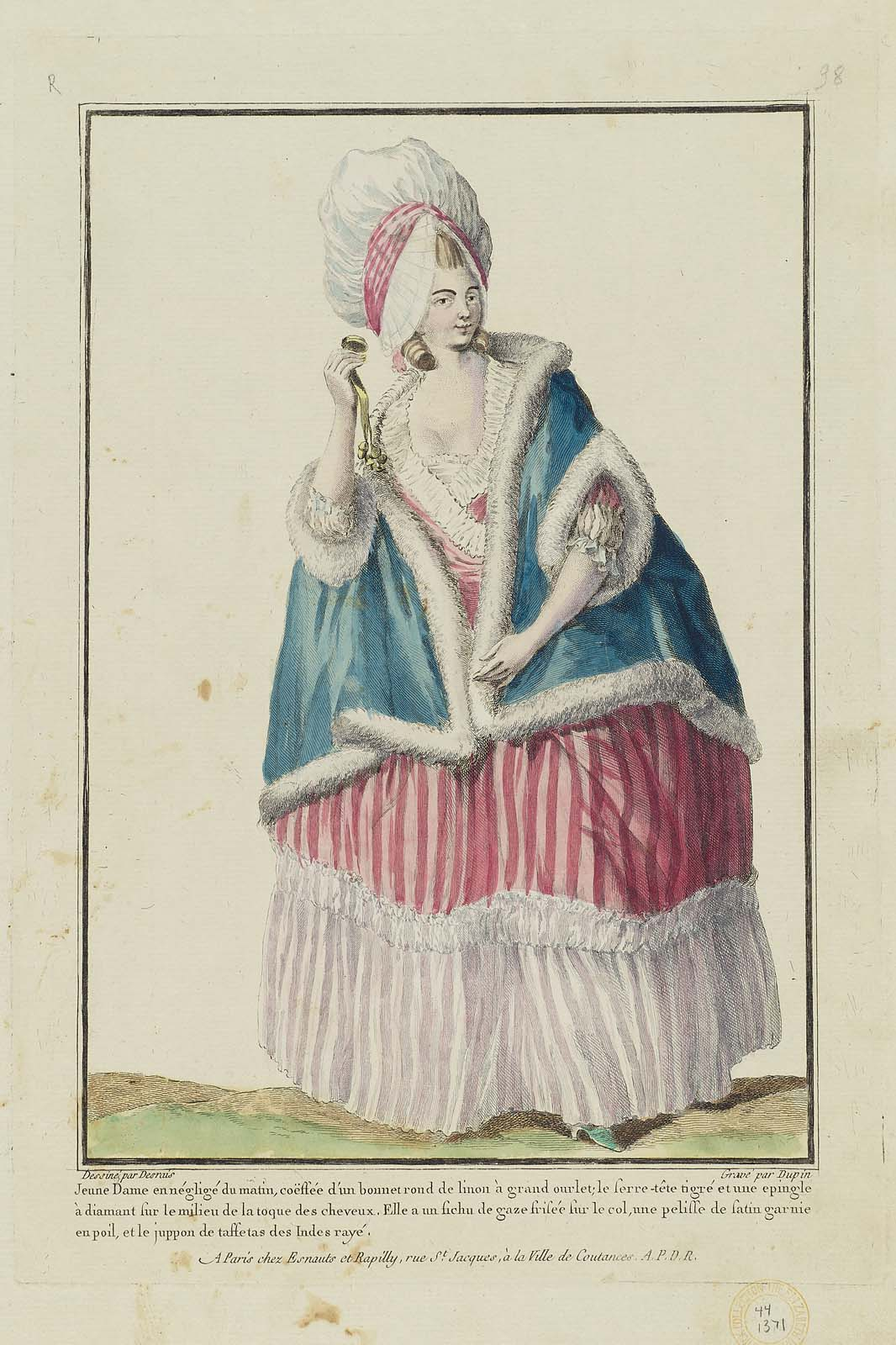
Junge Dame im Morgenkleid, genannt „en négligé du matin“, 1779
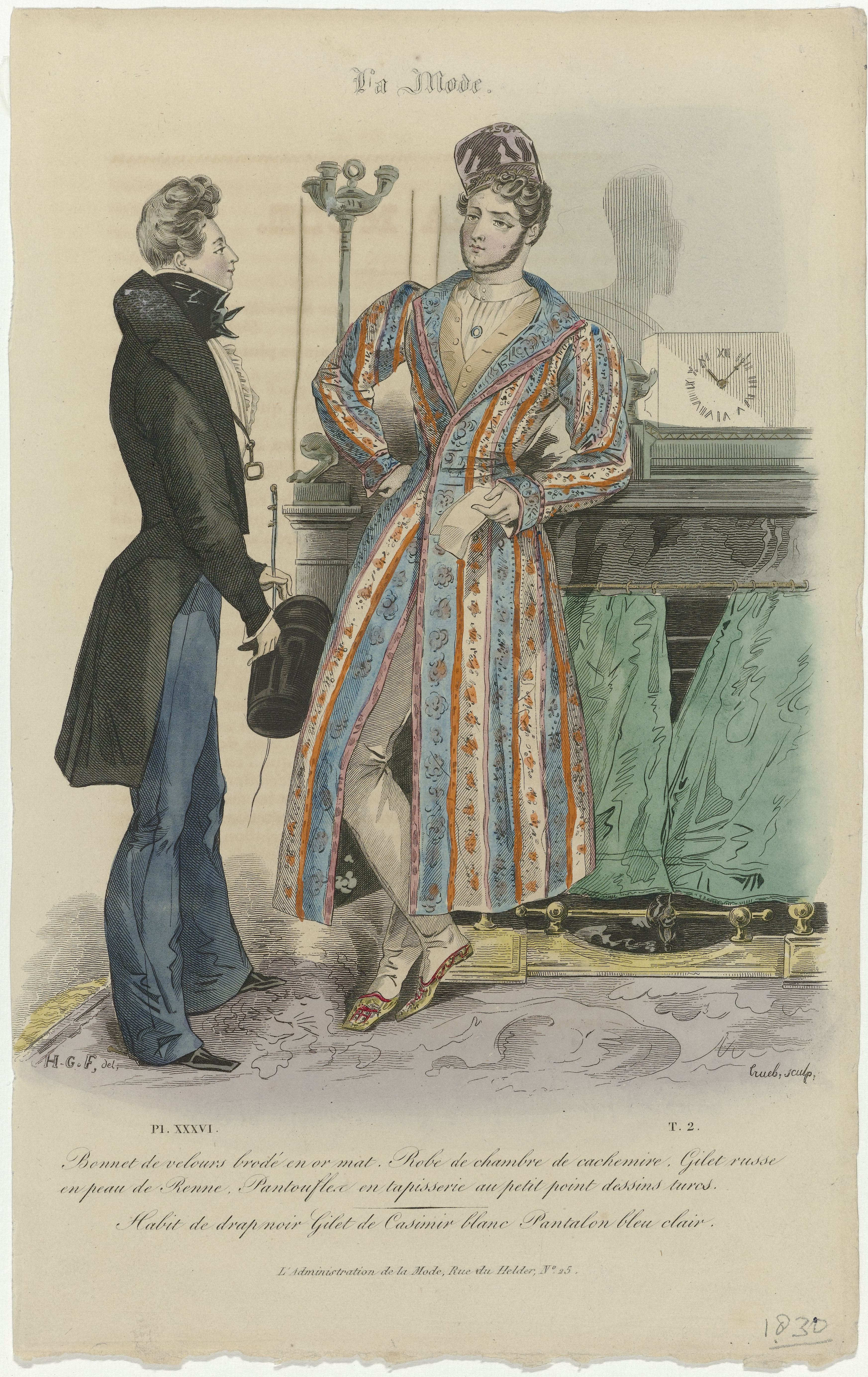
Gestreifte Robe de chambre aus Kaschmirwolle, Paris, 1830
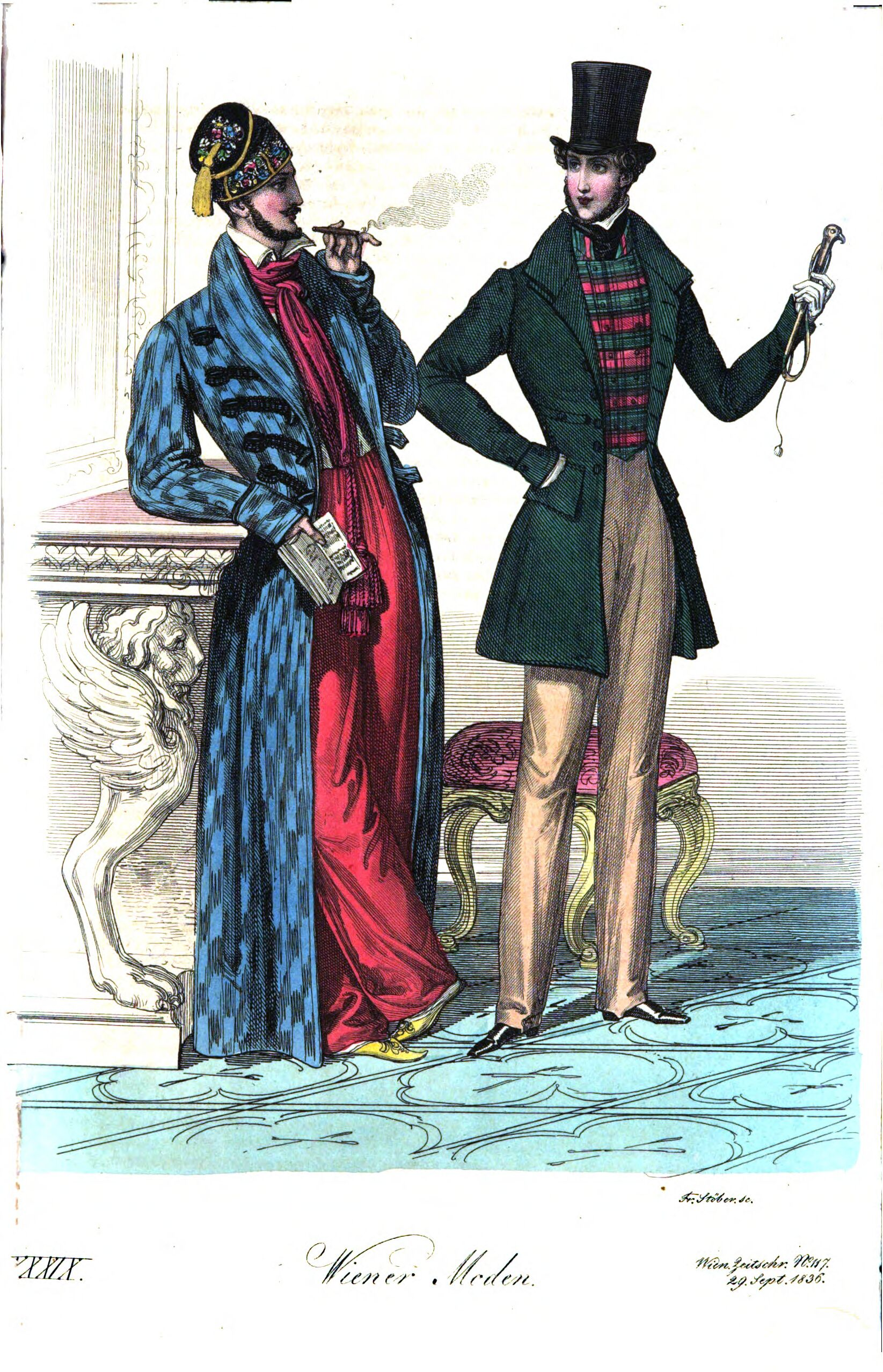
Robe de chambre, Wien, 1836

1959 trug Doris Day in dem Film Bettgeflüster einen verführerischen Morgenmantel, der das Negligé in den USA beliebt machte. Zuvor hatten Hollywood-Schauspielerinnen bereits in den 1930er Jahren, als Reaktion auf die wirtschaftliche Rezession, Negligés auf die Leinwand gebracht, so dass das Negligé Symbol des neuen Typus der Femme fatale wurde (z. B. Jean Harlow in Dinner um acht).